# 트로트 스타쇼
트로트 스타쇼는 1999년 11월 20일부터 2000년 6월 17일까지 경인방송에서 방송된 음악 프로그램이었다.

## 방송 시간
| 방송 기간                          | 방송 시간                      |
| ---------------------------------- | ------------------------------ |
| 1999년 11월 20일 ~ 2000년 1월 29일 | 매주 토요일 오전 10:00 ~ 11:00 |
| 2000년 2월 12일 ~ 2000년 6월 17일  | 매주 토요일 오전 10:00 ~ 11:00 |
| 2000년 2월 5일                     | 토요일 오전 10:00 ~ 오전 11:30 |

## 진행자
- 1대 김흥국 : 1999년 11월 20일 ~ 2000년 6월 17일

## 방송 회차

### 1999년
| 회차 | 방송일    | 출연자 |
| ---- | --------- | ------ |
| 1회  | 11월 20일 | 설운도 |
| 2회  | 11월 27일 | 배일호 |
| 3회  | 12월 4일  | 현숙   |
| 4회  | 12월 11일 | 혜은이 |
| 5회  | 12월 18일 | 남일해 |
| 6회  | 12월 25일 |        |

### 2000년
| 회차 | 방송일   | 출연자 |
| ---- | -------- | ------ |
|      | 1월 1일  |        |
|      | 1월 8일  |        |
|      | 1월 15일 |        |
|      | 1월 22일 |        |
|      | 1월 29일 |        |
|      | 2월 5일  |        |
|      | 6월 17일 |        |

## 같이 보기
- 이상벽의 가요중심
- 성인가요 베스트 30